# Aleksandr Uszakow (biathlonista)
Aleksandr Andriejewicz Uszakow (ros. Александр Андреевич Ушаков; ur. 18 czerwca 1948 w Smirnowie, zm. 14 sierpnia 2024) – radziecki i rosyjski biathlonista reprezentujący ZSRR, pięciokrotny medalista mistrzostw świata. W Pucharze Świata zadebiutował 15 stycznia 1978 r. w Ruhpolding, gdzie zajął szóste miejsce w sztafecie. Jeden raz stanął na podium zawodów tego cyklu: 22 lutego 1978 roku w Anterselvie był drugi w biegu indywidualnym. W zawodach tych rozdzielił Franka Ullricha z Niemieckiej Republiki Demokratycznej i swego rodaka, Nikołaja Krugłowa. W klasyfikacji generalnej sezonu 1977/1978 zajął ostatecznie szóste miejsce. W 1970 roku wystąpił na mistrzostwach świata w Östersund, zajmując dziewiąte miejsce w biegu indywidualnym oraz pierwsze w sztafecie. Złoty medal w sztafecie zdobył także na mistrzostwach świata w Mińsku w 1974 roku, a podczas rozgrywanych rok później mistrzostw świata w Anterselvie był drugi w tej konkurencji. Ponadto na mistrzostwach świata w Vingrom w 1978 roku ponownie zwyciężył w sztafecie, a w sprincie zajął trzecie miejsce. Wyprzedzili go tylko dwaj inni reprezentanci ZSRR: Aleksandr Tichonow i Nikołaj Krugłow. Nigdy nie wystąpił na igrzyskach olimpijskich.

## Osiągnięcia

### Mistrzostwa świata
| Rok  | Miejscowość | Konkurencje | Konkurencje | Konkurencje | Konkurencje | Konkurencje | Konkurencje | Konkurencje |
| Rok  | Miejscowość | IN          | SP          | PU          | MS          | RL          | MR          | SR          |
| ---- | ----------- | ----------- | ----------- | ----------- | ----------- | ----------- | ----------- | ----------- |
| 1970 | Östersund   | 9.          | nd.         | nd.         | nd.         | 1.          | nd.         | –           |
| 1971 | Hämeenlinna | 9.          | nd.         | nd.         | nd.         | –           | nd.         | –           |
| 1973 | Lake Placid | 16.         | nd.         | nd.         | nd.         | –           | nd.         | –           |
| 1974 | Mińsk       | –           | 14.         | nd.         | nd.         | 1.          | nd.         | –           |
| 1975 | Anterselva  | 9.          | 9.          | nd.         | nd.         | 2.          | nd.         | –           |
| 1976 | Anterselva  | –           | 18.         | nd.         | nd.         | –           | nd.         | –           |
| 1977 | Vingrom     | 10.         | 3.          | nd.         | nd.         | 1.          | nd.         | –           |
| 1978 | Hochfilzen  | 20.         | 18.         | nd.         | nd.         | 4.          | nd.         | –           |

### Puchar Świata

#### Miejsca w klasyfikacji generalnej
| Sezon     | Miejsce |
| --------- | ------- |
| 1977/1978 | 6.      |

#### Miejsca na podium chronologicznie
| Lp. | Dzień     | Rok  | Miejscowość | Konkurencja                | Lokata | Pudła | Czas biegu | Strata | Zwycięzca     |
| --- | --------- | ---- | ----------- | -------------------------- | ------ | ----- | ---------- | ------ | ------------- |
| 1.  | 22 lutego | 1978 | Anterselva  | Bieg indywidualny na 20 km | 2.     | ?     | ?          | ?      | Frank Ullrich |